# Avaí Futebol Clube
L'Avaí Futebol Clube è una società calcistica brasiliana della città di Florianópolis, capoluogo dello Stato di Santa Catarina, fondato il 1º settembre 1923.
L'Avaí ha come colori l'azzurro e il bianco e la sua mascotte è un leone, conosciuto come "O Leão da Ilha" (""Il Leone dell'Isola - il 90% del territorio di Florianópolis si trova in un'isola) o "La Squadra della Corsa" (per lo stile di gioco della squadra).
L'Avaí è il club che ha vinto più volte il Campionato Catarinense nel XX secolo (13 volte) ed è il campione in carica, avendo trionfato nella doppia finale sulla Chapecoense (sconfitto 3 a 1 a Chapecó, l'Avaí ha vinto per 6 a 1 nei tempi supplementari nel ritorno a Florianópolis).
Ha conquistato 19 campionati statali e con la vittoria della stagione 2025 è divenuta la squadra con maggiori affermazioni nello stato. L'Avaí fu il primo club a vincere il campionato catarinense (nel 1924) e anche il primo club a conquistare due campionati consecutivi (1926 e 1927), tre consecutivi (1926-1928) e quattro consecutivi (1942-1945). Vincendo il campionato di Serie C (terza divisione) nel 1998 divenne la prima squadra catarinense a vincere una delle tre divisioni del campionato brasiliano.
Tra gli altri record dell'Avaí ricordiamo anche la goleada più grande della storia del calcio catarinense: 21-3 contro il Paula Ramos, di Florianópolis, il 13 maggio 1945.
L'Avai partecipò inoltre a due delle più ampie goleade in finali del campionato catarinense: 14-3 sull'América, di Joinville, nel 1943, e 9-2 contro il Caxias, sempre di Joinville, nel 1945.
Negli anni settanta l'Avaí disputò la Prima Divisione del Campionato Brasiliano (Série A) quattro volte: nel 1974, 1976, 1977 e 1979. Dal 2009 è ritornata in Serie A dove ha ottenuto buoni risultati riuscendo a qualificarsi per la Copa Sudamericana.

## Storia
Il 1º settembre 1923 venne fondato l'Avahy Foot-ball Club. Già l'anno dopo, nel 1924, la squadra brasiliana vinse il suo primo titolo, il Campionato Catarinense, e diventò il primo club campione statale. Nello stesso anno, disputò la prima "Classica di Florianopolis" contro la Figueirense il 13 aprile perdendo per 4-3. Nel 1926 e nel 1927 vinse due Campionati Catarinensi consecutivi diventando la prima squadra a raggiungere questo traguardo. Nel 1928 conquistò il Campeonato Catarinense per il terzo anno consecutivo diventando la prima squadra a raggiungere questo traguardo.
Il 20 febbraio 1938 si giocò il derby tra Avai e Figueiranse, derby che fu vinto per 11-2 dall'Avai. Questa fu la più grande goleada in una Classica di Florianópolis. In questa partita fece il suo debutto in una classica cittadina Saul che più tardi diventerà il miglior goleador di classiche, con 41 gol in 45 partite, militando sempre nell'Avaí.
Il 23 gennaio 1944 vinse di nuovo il Campeonato Catarinense sconfiggendo l'América di Joinville per 14-3 in finale. È tuttora la maggior goleada della storia delle finali del Campeonato Catarinense. Il 10 febbraio 1946 sconfisse il Caxias di Joinville per 9-2 nella finale del Campeonato Catarinense del 1945 e conquistò il campionato statale per la quarta volta, fatto mai prima accaduto per i club di Santa Catarina di quell'epoca.
Negli anni 50 e negli anni 60 l'Avai non riuscì a ottenere i risultati prestigiosi ottenuti nei decenni precedenti e solo nel 1973 riuscì a vincere il campionato statale dopo 27 anni di digiuno battendo, il 17 dicembre, in finale per 2-1 la Juventus di Rio do Sul.
L'anno successivo la squadra venne iscritta alla Serie A del campionato brasiliano. Il 10 marzo disputò la sua prima partita in Serie A pareggiando contro l'América (RN) per 1-1, a Natal(RN). In quella partita, Zenon segnò il primo gol per l'Avaí nel campionato brasiliano. Per la prima vittoria, invece, si dovette attendere la sesta giornata: 3-0 sul Remo(PA), a Florianópolis, con due gol di Balduíno e un autogol di Lúcio del Remo. L'Avai disputò altri tre campionati di Série A nel 1976, 1977 e 1979 retrocedendo in Serie B nel 1979. Dopodiché l'Avai non riuscì più a tornare in Série A fino al 2009.
Il 15 novembre 1983 venne inaugurato lo Stadio Ressacada con la sconfitta per 1-6 contro il Vasco (RJ). Il primo gol segnato in quello stadio fu di Wílson Taddei, del Vasco. Nel 1988 l'Avai conquistò il Campeonato Catarinense dopo un digiuno di 13 anni. Il 17 luglio, con una vittoria per 2-1 sul Blumenau, si stabilì il record di pubblico al Ressacada: 25.735 spettatori paganti.. A questa vittoria seguirono dei brutti piazzamenti nel campionato catarinense e addirittura nel 1993 l'Avai venne retrocesso in Seconda Divisione del Campionato Catarinense. Dopo un solo anno comunque l'Avaí tornò in Prima Divisione vincendo il 20 novembre la Seconda Divisione del Campionato Catarinense con una vittoria per 2-1 sul Hercílio Luz, di Tubarão, a Florianópolis.
Nel 1998 l'Avaí conquistò il suo primo titolo nazionale, la Série C, sconfiggendo il São Caetano (SP), l'Anapolina (GO) e l'Itabaiana (SE) nella finale quadrangolare e tornò in Serie B. L'Avai sfiorò la promozione in Serie A nel 2001 e nel 2004 qualificandosi alla finale quadrangolare della Serie B ma perse il treno per la Serie A a favore del Paysandu (PA) e della Figueirense (SC) (nel 2001) e del Brasiliense (DF) e dal Fortaleza (CE) (nel 2004).
Nel 2009 tornò in Serie A, dove grazie a un 6º posto, riuscì a qualificarsi per la Copa Sudamericana.

## Palmarès

### Competizioni nazionali
- Campeonato Brasileiro Série C: 1

1998

### Competizioni statali
- Campionato Catarinense: 19

1924, 1926, 1927, 1928, 1930, 1942, 1943, 1944, 1945, 1973, 1975, 1988, 1997, 2009, 2010, 2012, 2019, 2021, 2025
- Campeonato Catarinense Série B: 1

1994
- Copa Santa Catarina: 1

1995
- Campionato Cittadino di Florianópolis: 20

1924, 1926, 1927, 1928, 1930, 1933, 1938, 1940, 1942, 1943, 1944, 1945, 1949, 1951, 1952, 1953, 1958, 1960, 1963, 1995

### Altri piazzamenti
- Campeonato Brasileiro Série B:

Secondo posto: 2016
Terzo posto: 2004, 2008, 2018
Promozione: 2021
- Coppa del Brasile:

Semifinalista: 2011

## Stadio
- Nome: Stadio Ressacada (nome popolare); Aderbal Ramos da Silva (nome ufficiale)
- Inaugurato: il 15 novembre 1983
- Capacità attuale: 19.000 spettatori
- Record di pubblico: 25.735 paganti alla partita Avaí 2-1 Blumenau, il 17 giugno 1988
- Dimensioni campo: 105 mx68 m

## Presidenti
| - Amadeu Horn (1923) - Aldo Fernandes (1926) - Walter Lange (1926 - 1941) - Francisco Antônio Mello (1930) - Antonino Meira (1936) - Celso Ramos (1941 - 1946) - Arnaldo Dutra (1946-1947) - Paulo Lange (1948) - Antônio Jorge Salum (1948) - Arnoldo Pessi (1949-1952) - João Batista Bonassis (1949 e 1969) - Júlio Cesárino da Rosa (1950 e 1959) - Miguel Daux (1951-1952) - Osmar Elsi Meira (1952-1953) - Adolfo Martins Camilli (1953) - Miguel Hermínio Daux (1953-1954) - Celso Ramos Filho (1954-1957) - Baldicero Filomeno (1957) - Carlos Loureiro da Luz (1957-1958) - Abel Capela (1958-1960) - Francisco Arcanjo Grillo (1960) - Rubens Lange (1960-1962) - Nelson Di Bernardi (1962-1963) - Nicolino Tancredo (1963-1964) |  | - Fernando José Caldeira Bastos (1964-1966 e 1972-1973) - Saul Oliveira (1966-1968) - Walmor Gomes Soares (1968-1969) - José Amorim (1970-1971) - Jorge Daux Filho (1972) - João Salum (1974-1976 e 1980-1983) - Luiz Carlos Espíndola (1977-1978) - Tertuliano Xavier de Brito (1978) - Irineu Comelli Júnior (1973) - José Nazareno Vieira (1979-1980) - Cairo Bueno de Oliveira (1981) - José Caldeira Ferreira Bastos (1984-1985) - Décio Girardi (1986-1987) - Nilson Fidélis (1988-1989 e 1992-1993) - Paulino Schmidt (1990-1991) - Dilmo Pires (03/1992-01/1993) - Mário Cezar Campos (11/1991-03/1992) - Ademar Ascendino Cunha (01/1993-04/1993) - Nereu do Vale Pereira (05/1993) - Gerson Antônio Basso (1995-1996) - Flávio Ricardo Félix (1997-2001) - João Nílson Zunino (attuale) |

## Organico

### Rosa 2020
Aggiornato al 25 gennaio 2020
| N. |                    | Ruolo | Calciatore          |
| -- | ------------------ | ----- | ------------------- |
| 1  | Brasile (bandiera) | P     | Lucas Frigeri       |
| 2  | Brasile (bandiera) | D     | Arnaldo             |
| 4  | Brasile (bandiera) | D     | Zé Marcos           |
| 5  | Brasile (bandiera) | C     | Marcinho            |
| 6  | Brasile (bandiera) | D     | Capa                |
| 7  | Brasile (bandiera) | C     | Pedro Castro        |
| 8  | Brasile (bandiera) | C     | Bruno Silva         |
| 9  | Brasile (bandiera) | A     | Vágner Love         |
| 10 | Brasile (bandiera) | C     | Valdívia            |
| 11 | Brasile (bandiera) | A     | Rildo               |
| 13 | Brasile (bandiera) | D     | Alemão              |
| 14 | Brasile (bandiera) | C     | Renato              |
| 15 | Brasile (bandiera) | A     | Marquinhos Cipriano |
| 17 | Brasile (bandiera) | C     | Renato Luiz         |
| 18 | Brasile (bandiera) | C     | Jean                |
| 19 | Brasile (bandiera) | A     | Getúlio             |
| 20 | Brasile (bandiera) | C     | Wesley              |
| 21 | Brasile (bandiera) | A     | Kelvin              |
| 22 | Brasile (bandiera) | D     | Iury                |
| 23 | Brasile (bandiera) | C     | Adryan              |
| 24 | Brasile (bandiera) | A     | Cassiano            |
| 25 | Brasile (bandiera) | P     | Cláudio Vitor       |
| 27 | Brasile (bandiera) | D     | Felipe Santos       |

| N. |                    | Ruolo | Calciatore        |
| -- | ------------------ | ----- | ----------------- |
| 28 | Brasile (bandiera) | A     | Daniel Amorim     |
| 30 | Brasile (bandiera) | A     | Vinícius Jaú      |
| 31 | Brasile (bandiera) | D     | Leonan            |
| 33 | Brasile (bandiera) | D     | Rafael Pereira    |
| 34 | Brasile (bandiera) | D     | Matheus Cabral    |
| 36 | Brasile (bandiera) | D     | Ramon             |
| 39 | Brasile (bandiera) | A     | Jonathan          |
| 41 | Brasile (bandiera) | D     | Victor Salinas    |
| 47 | Brasile (bandiera) | C     | Da Silva          |
| 63 | Brasile (bandiera) | D     | Eduardo Kunde     |
| 70 | Brasile (bandiera) | C     | Ralf              |
| 77 | Brasile (bandiera) | A     | Rômulo            |
| 79 | Brasile (bandiera) | A     | Alemão            |
| 80 | Brasile (bandiera) | D     | Airton            |
| 83 | Brasile (bandiera) | P     | Glédson           |
| 97 | Brasile (bandiera) | A     | Lourenço          |
| 98 | Brasile (bandiera) | C     | Wesley Soares     |
| 99 | Brasile (bandiera) | A     | Matheus Lucas     |
|    | Brasile (bandiera) | C     | Fellipe Bastos    |
|    | Brasile (bandiera) | A     | William Pottker   |
|    | Brasile (bandiera) | C     | Matheus Galdezani |
|    | Brasile (bandiera) | P     | André             |

## Rosa 2017
| N. |                     | Ruolo | Calciatore            |
| -- | ------------------- | ----- | --------------------- |
| 1  | Brasile (bandiera)  | P     | Mauricio Kozlinski    |
| 2  | Brasile (bandiera)  | D     | Leandro Silva         |
| 3  | Brasile (bandiera)  | D     | Betão                 |
| 4  | Brasile (bandiera)  | D     | Alemão                |
| 5  | Brasile (bandiera)  | C     | Luan                  |
| 6  | Brasile (bandiera)  | D     | Capa                  |
| 7  | Brasile (bandiera)  | C     | Wellington Simião     |
| 10 | Brasile (bandiera)  | C     | Marquinhos (capitano) |
| 11 | Brasile (bandiera)  | A     | Rômulo                |
| 13 | Brasile (bandiera)  | D     | Maicon                |
| 14 | Brasile (bandiera)  | D     | Leo Felipe            |
| 15 | Brasile (bandiera)  | D     | Mauricio              |
| 16 | Brasile (bandiera)  | D     | Henrique              |
| 19 | Brasile (bandiera)  | P     | Léo Lopes             |
| 20 | Colombia (bandiera) | C     | Bryan Urueña          |
| 21 | Brasile (bandiera)  | C     | Luanzinho             |
| 22 | Brasile (bandiera)  | P     | Douglas Friedrich     |
| 23 | Giappone (bandiera) | A     | Toshi                 |
| 26 | Brasile (bandiera)  | C     | Pedro Castro          |
| 28 | Brasile (bandiera)  | A     | Willians Santana      |

| N. |                     | Ruolo | Calciatore      |
| -- | ------------------- | ----- | --------------- |
| 30 | Brasile (bandiera)  | A     | Maurinho        |
| 31 | Brasile (bandiera)  | D     | Diego Tavares   |
| 32 | Brasile (bandiera)  | C     | Ferdinando Leda |
| 33 | Brasile (bandiera)  | D     | Gustavo         |
| 36 | Brasile (bandiera)  | D     | Lucas Lovat     |
| 38 | Brasile (bandiera)  | P     | Vitor Prada     |
| 51 | Colombia (bandiera) | C     | Luis Salazar    |
| 55 | Brasile (bandiera)  | C     | Juan            |
| 77 | Brasile (bandiera)  | C     | Caio César      |
| 80 | Brasile (bandiera)  | D     | Airton          |
| 81 | Brasile (bandiera)  | A     | Vitor           |
| 87 | Brasile (bandiera)  | D     | Gustavo Santos  |
| 90 | Brasile (bandiera)  | D     | João Paulo      |
| 93 | Brasile (bandiera)  | C     | Judson          |
| 94 | Brasile (bandiera)  | C     | Lucas Otávio    |
| 96 | Brasile (bandiera)  | A     | Deivid          |
| 97 | Brasile (bandiera)  | C     | Lourenço        |
| 98 | Brasile (bandiera)  | A     | Santarém        |
| 99 | Camerun (bandiera)  | A     | Joel            |

## Rosa 2014
| N. |                    | Ruolo | Calciatore    |
| -- | ------------------ | ----- | ------------- |
|    | Brasile (bandiera) | P     | Diego         |
|    | Brasile (bandiera) | P     | Otávio        |
|    | Brasile (bandiera) | P     | Tiago         |
|    | Brasile (bandiera) | P     | Vitor         |
|    | Brasile (bandiera) | D     | Aelson        |
|    | Brasile (bandiera) | D     | Alef          |
|    | Brasile (bandiera) | D     | Alex Lima     |
|    | Brasile (bandiera) | D     | Arlan         |
|    | Brasile (bandiera) | D     | Juliano       |
|    | Brasile (bandiera) | D     | Leandro Amaro |
|    | Brasile (bandiera) | D     | Leandro Silva |
|    | Brasile (bandiera) | D     | Vinícius Bovi |
|    | Brasile (bandiera) | C     | Alê           |
|    | Brasile (bandiera) | C     | Anderson      |

| N. |                    | Ruolo | Calciatore      |
| -- | ------------------ | ----- | --------------- |
|    | Brasile (bandiera) | C     | Cléber Santana  |
|    | Brasile (bandiera) | C     | Diego Jardel    |
|    | Brasile (bandiera) | C     | Eduardo Costa   |
|    | Brasile (bandiera) | C     | Higor           |
|    | Brasile (bandiera) | C     | Marrone         |
|    | Brasile (bandiera) | C     | Marquinhos      |
|    | Brasile (bandiera) | C     | Revson          |
|    | Brasile (bandiera) | C     | Ricardinho      |
|    | Brasile (bandiera) | C     | Rodrigo Thiesen |
|    | Brasile (bandiera) | A     | Beto            |
|    | Brasile (bandiera) | A     | Márcio Diogo    |
|    | Brasile (bandiera) | A     | Reis            |
|    | Brasile (bandiera) | A     | Roberson        |
|    | Brasile (bandiera) | A     | Tauã            |

## Rosa 2012
| N. |                    | Ruolo | Calciatore            |
| -- | ------------------ | ----- | --------------------- |
|    | Brasile (bandiera) | P     | Diego                 |
|    | Brasile (bandiera) | P     | Vitor                 |
|    | Brasile (bandiera) | P     | Aleks                 |
|    | Brasile (bandiera) | P     | Moretto               |
|    | Brasile (bandiera) | D     | Thiago Medeiros       |
|    | Brasile (bandiera) | D     | Jailton               |
|    | Brasile (bandiera) | D     | Leandro Silva         |
|    | Brasile (bandiera) | D     | Rafael                |
|    | Brasile (bandiera) | D     | Cássio                |
|    | Brasile (bandiera) | D     | Emerson Pereira Nunes |
|    | Brasile (bandiera) | D     | Julinho               |
|    | Brasile (bandiera) | D     | Patric                |
|    | Brasile (bandiera) | D     | Aelson                |
|    | Brasile (bandiera) | D     | Arlan                 |
|    | Brasile (bandiera) | C     | Rodrigo Thiesen       |
|    | Brasile (bandiera) | C     | Nenê Bonilha          |
|    | Brasile (bandiera) | C     | Pirão                 |

| N. |                    | Ruolo | Calciatore         |
| -- | ------------------ | ----- | ------------------ |
|    | Brasile (bandiera) | C     | Mika               |
|    | Brasile (bandiera) | C     | Diogo Orlando      |
|    | Brasile (bandiera) | C     | Marcinho Guerreiro |
|    | Brasile (bandiera) | C     | Jefferson Maranhão |
|    | Brasile (bandiera) | C     | Jaílton            |
|    | Brasile (bandiera) | C     | Erick Flores       |
|    | Brasile (bandiera) | C     | Saldanha           |
|    | Brasile (bandiera) | C     | Diego Palhinha     |
|    | Brasile (bandiera) | C     | Camilo             |
|    | Brasile (bandiera) | C     | Eduardo Costa      |
|    | Brasile (bandiera) | A     | Ricardo Jesus      |
|    | Brasile (bandiera) | A     | Diogo Acosta       |
|    | Brasile (bandiera) | A     | Evando             |
|    | Brasile (bandiera) | A     | Felipe Alves       |
|    | Brasile (bandiera) | A     | Ronaldo Capixaba   |
|    | Brasile (bandiera) | A     | Laércio            |

## Record
Calcio Catarinense
- L'Avaí è stato il primo campione catarinense, nel 1924. Fu anche il primo a conquistare due titoli consecutivi (1926 e 1927), tre titoli consecutivi (1926, 1927 e 1928) e quattro titoli consecutivi (1942, 1943, 1944 e 1945).
- Fu la squadra che vinse più titoli catarinensi nel XX secolo, per un totale di 13 conquiste.
- A partire dal titolo del 1943, è il club con più conquiste statali a Santa Catarina. Nel 2004, il Figueirense conquistò il suo 13º titolo, eguagliando l'Avaí.
- È la squadra che è stata più volte vicecampione catarinense: 9 in totale. Sommate ai 13 titoli, fanno dell'Avaí la squadra che è rientrata più volte nei primi due posti del Campionato Catarinense.
- Con 20 vittorie, è stato il club che ha vinto più volte il campionato Cittadino di Florianópolis.
- È autore della più grande goleada della storia del calcio catarinense: 21 a 3 contro Paula Ramos, in una partita valida per il Campionato Cittadino del 1945. I marcatori di quella partita furono: Sapinho(6 gol), Saul(5), Felipinho(4), Nizeta(3), Jacinto, Agenor e Tião.
- È autore delle due maggiori goleade in partite valide per la finale del Campionato Catarinense. Nella finale del 1943, sconfisse l'América, di Joinville, per 14 a 3. Nel 1945, vinse 9 a 2 contro il Caxias, sempre di Joinville

Derby Avaí - Figueirense
- L'Avaí è autore delle cinque maggiori goleade nella storia dei derby tra Avaí e Figueirense: 11 a 2 (20/02/1938), 10 a 2 (09/08/1942), 9 a 3 (22/04/1934 e 16/07/1944) e 7 a 1 (06/12/1925).
- Le due maggiori goleade della storia delle partite tra Avaí e Figueirense disputate allo stadio Orlando Scarpelli, del Figueirense, sono firmate dall'Avaí: 4 a 0 il 19/04/1981 e 20/06/1982, entrambe in partite valide per il campionato catarinense
- Nei derby Avaí contro Figueirense, l'Avaí riuscì in due occasioni ad affrontare 15 partite senza perdere contro il suo avversario: dal 19/07/1925 al 28/02/1932 e dal 30/11/1941 al 30/11/1947. Il Figueirense ci riuscì una sola volta, tra il 21/05/2000 ed il 01/02/2005.
- L'Avaí detiene il record di vittorie consecutive nel derby: 11, tra il 30/11/1941 ed il 11/08/1946.
- I tre maggiori cannonieri della storia del derby Avaí e Figueirense marcarono gol solo per l'Avaí: Saul (41 gol), Nizeta (30) e Felipinho (24).
- Il record del maggior numero di gol segnati nei derby Avaí-Figueirense (4 gol) appartiene a cinque giocatori, di cui quattro raggiunsero questo risultato giocando per l'Avaí: Periquito (Avaí 5 a 0, il 28/02/1932), Loló (Avaí 7 a 5, il 07/01/1940), Felipinho (Avaí 10 a 2, il 09/08/1942; Avaí 7 a 1, 27/05/1945; e Avaí 6 a 1, il 21/10/1945) e Saul (Avaí 6 a 1, il 04/07/1948). Nel Figueirense, solo Chocolate segnò quattro gol, il 26/07/1936 (Figueirense 6 a 1).
- Solamente due portieri segnarono gol nella storia del derby Avaí-Figueirense, ed entrambi erano dell'Avaí: Rubens (un gol nella partita Figueirense 0 Avaí 2 del 06/02/1974) e César Silva (un gol nella partita Avaí 1 Figueirense 1 del 28/03/1999, e un altro in Avaí 2 Figueirense 1, il 09/04/2000).

## Campionato Brasiliano

### Partecipazioni
| Anno | Pos. |
| 1974 | 39º  |
| 1976 | 36º  |
| 1977 | 43º  |
| 1979 | 90º  |
| 2009 | 6°   |
| 2010 | 15°  |

| Anno | Pos. | Anno | Pos. |
| 1980 | 62º  | 2003 | 10º  |
| 1984 | 82º  | 2004 | 3º   |
| 1989 | 80º  | 2005 | 8º   |
| 1999 | 8º   | 2006 | 13º  |
| 2000 | 9º   | 2007 | 15°  |
| 2001 | 4º   | 2008 | 3°   |
| 2002 | 6º   |      |      |

| Anno | Pos. |
| 1987 | 13º  |
| 1995 | 2F*  |
| 1996 | 34º  |
| 1997 | OF** |
| 1998 | 1º   |

- * Seconda Fase
- ** Ottavi di finale

### Campionati di Série A
1974: 19 giocate, 2 vittorie, 3 pareggi, 14 sconfitte, 11 gol fatti, 30 gol subiti

1976: 12 giocate, 4 vittorie, 3 pareggi, 5 sconfitte, 7 gol fatti, 11 gol subiti

1977: 13 giocate, 5 vittorie, 1 pareggi, 7 sconfitte, 14 gol fatti, 17 gol subiti

1979: 9 giocate, 0 vittorie, 5 pareggi, 4 sconfitte, 9 gol fatti, 14 gol subiti

Totale: 53 giocate, 11 vittorie, 12 pareggi, 30 sconfitte, 41 gol fatti, 72 gol subiti

### Record nella Serie A
Miglior attacco in un campionato: 1977, con una media di 1,07 gol a partita

Peggior attacco in un campionato: 1974, con una media di 0,57 gol a partita

Miglior difesa in un campionato: 1976, con una media di 0,91 gol subiti a partita

Peggior difesa in un campionato: 1974, con una media di 1,57 gol subiti a partita

Maggior serie di vittorie: 1 partita (11 volte)

Maggior serie di pareggi: 3 partite (30/03 a 13/04/1974)

Maggior serie di sconfitte: 7 (18/05/1974 a 08/09/1976)

Maggiore serie senza vittórie: 12 partite (16/04/1974 a 08/09/1976)

Maggior numero di gol segnati: Avaí 3-0 Remo (30/03/1974) e Desportiva 0-3 Avaí (12/09/1976)

Maggior numero di gol subiti: Botafogo 5-1 Avaí (16/04/1974)

### Risultati in Série B
1980: 7 partite, 1 vittoria, 1 pareggio, 5 perse, 7 gol a favore, 14 gol contro

1984: 2 partite, 0 vittorie, 0 pareggi, 2 perse, 4 gol a favore, 8 gol contro

1989: 10 partite, 2 vittorie, 3 pareggi, 5 perse, 8 gol a favore, 13 gol contro

1999: 23 partite, 9 vittorie, 5 pareggi, 9 perse, 28 gol a favore, 34 gol contro

2000: 19 partite, 6 vittorie, 9 pareggi, 4 perse, 29 gol a favore, 24 gol contro

2001: 34 partite, 15 vittorie, 9 pareggi, 10 perse, 49 gol a favore, 46 gol contro

2002: 27 partite, 14 vittorie, 5 pareggi, 8 perse, 41 gol a favore, 23 gol contro

2003: 23 partite, 8 vittorie, 6 pareggi, 9 perse, 23 gol a favore, 30 gol contro

2004: 35 partite, 15 vittorie, 9 pareggi, 11 perse, 38 gol a favore, 39 gol contro

2005: 27 partite, 10 vittorie, 2 pareggi, 15 perse, 37 gol a favore, 45 gol contro

Totale: 207 partite, 80 vittorie, 49 pareggi, 78 perse, 264 gol a favore, 276 gol contro

### Risultati in Série C
1987: 6 partite, 2 vittórie, 3 pareggi, 1 perse, 4 gol a favore, 3 gol contro

1995: 6 partite, 2 vittórie, 1 pareggi, 3 perse, 7 gol a favore, 8 gol contro

1996: 8 partite, 3 vittórie, 2 pareggi, 3 perse, 15 gol a favore, 15 gol contro

1997: 10 partite, 5 vittórie, 1 pareggi, 4 perse, 17 gol a favore, 16 gol contro

1998: 22 partite, 10 vittórie, 7 pareggi, 5 perse, 43 gol a favore, 28 gol contro

Totale: 52 partite, 22 vittorie, 14 pareggi, 16 perse, 86 gol a favore, 70 gol contro

## Copa del Brasile
| Anno | Pos.       |
| 1989 | 1ª fase    |
| 1998 | 1ª fase    |
| 1999 | 2ª fase*   |
| 2000 | 1ª fase    |
| 2007 | Ottavi     |
| 2010 | Ottavi     |
| 2011 | Semifinali |

### Copa Sudamericana
| Anno | Pos. |
| 2010 | 14°  |

## Campionato Catarinense

### Prima divisione
| Anno | Pos. | Ano  | Pos. | Ano  | Pos. | Ano  | Pos. | Ano  | Pos. | Ano  | Pos. | Ano  | Pos. |  |
| 1924 | 1º   | 1938 | 3º   | 1956 | 4º   | 1973 | 1º   | 1983 | 4º   | 1993 | 13º  | 2004 | 10º  |  |
| 1925 | 2º   | 1940 | 2º   | 1963 | ??   | 1974 | 2º   | 1984 | ??   | 1995 | 12º  | 2005 | 3º   |  |
| 1926 | 1º   | 1942 | 1º   | 1965 | ??   | 1975 | 1º   | 1985 | 2º   | 1996 | 8º   | 2006 | 8º   |  |
| 1927 | 1º   | 1943 | 1º   | 1966 | ??   | 1976 | 3º   | 1986 | 4º   | 1997 | 1º   | 2007 | 4º   |  |
| 1928 | 1º   | 1944 | 1º   | 1967 | ??   | 1977 | 2º   | 1987 | 4º   | 1998 | 4º   | 2008 | 3°   |  |
| 1930 | 1º   | 1945 | 1º   | 1968 | ??   | 1978 | 6º   | 1988 | 1º   | 1999 | 2º   | 2009 | 1º   |  |
| 1933 | 1º   | 1949 | 2º   | 1969 | ??   | 1979 | ??   | 1989 | ??   | 2000 | 4º   | 2010 | 1º   |  |
| 1934 | 3º   | 1951 | 2º   | 1970 | 6º   | 1980 | ??   | 1990 | 9º   | 2001 | 8º   | 2011 | 4°   |  |
| 1935 | ??   | 1952 | 7º   | 1971 | 5º   | 1981 | ??   | 1991 | 11º  | 2002 | 3º   | 2012 |      |  |
| 1936 | ??   | 1953 | 4º   | 1972 | 2º   | 1982 | ??   | 1992 | 2º   | 2003 | 5º   | 2013 |      |  |

### Seconda Divisione
| Anno | Pos. |
| 1994 | 1º   |